# Giegenhausen
Giegenhausen ist ein Gemeindeteil von Schweitenkirchen im oberbayerischen Landkreis Pfaffenhofen an der Ilm. Das Dorf liegt circa einen Kilometer nordwestlich von Schweitenkirchen.

## Geschichte
Das Dorf wird 829 erstmals erwähnt. Ein Ortsadel erscheint erstmals 1159–1165 in Urkunden. Giegenhausen war bereits vor der Gebietsreform in Bayern in den 1970er Jahren ein Gemeindeteil von Schweitenkirchen.

## Baudenkmäler
- Kapelle, erbaut 1886